# Urs Rauber
Urs Rauber (* 1948 in Breitenbach SO) ist ein Schweizer Journalist und Schriftsteller.

## Leben
Rauber besuchte die Stiftsschule Einsiedeln und immatrikulierte sich anschliessend für ein Studium der Geschichte, Publizistik und Neueren Deutschen Literatur an der Universität Zürich sowie der Ludwig-Maximilians-Universität München. Dieses schloss er 1985 mit einer Dissertation über Schweizer Industrie in Russland und damit verbundener Promotion ab.
Erste journalistische Erfahrungen sammelte Rauber bei einer Gewerkschaftszeitung. 1987 erhielt er eine Anstellung beim Schweizerischen Beobachter. Für diesen arbeitete er bis 2001 als Redaktor, ehe er in gleicher Funktion zur NZZ am Sonntag wechselte. Zusätzlich war er dort für die Beilage «Bücher am Sonntag» verantwortlich. Er ging Ende September 2015 in Pension. Im März 2017 wurde er zum Quartiersvereinspräsident des Zürcher Quartiers Wiedikon gewählt. Er zählt zu den Mitgründern der Zeitschrift Widerspruch.
Urs Rauber ist mit der ehemaligen Bundesrichterin Brigitte Pfiffner Rauber verheiratet, hat zwei Söhne und lebt in Zürich-Wiedikon.

## Auszeichnungen
- 1999: Zürcher Journalistenpreis
- 2001: Zürcher Journalistenpreis (gemeinsam mit Rahel Stauber für «Ex-Jugoslawen: Das neue Feindbild». In: Der Schweizerische Beobachter, Nr. 9/2000)
- 2002: Medienpreis des Schweizerischen Anwaltsverbandes (gemeinsam mit Rahel Stauber für «Gerichts-Test: Die Justiz arbeitet zu langsam». In: Der Schweizerische Beobachter, Nr. 13/2001)

## Publikationen
- Schweizer Industrie in Russland. Ein Beitrag zur Geschichte der industriellen Emigration des Kapitalexportes und des Handels der Schweiz mit dem Zarenreich (1760–1917). Zürich 1985, ISBN 978-3-85865-701-5.
- Der Fall Jeanmaire. Memoiren eines «Landesverräters». Der Ex-Brigadier im Fadenkreuz von Politik und Geheimdiensten. Weltwoche-ABC-Verlag, Zürich 1991, ISBN 978-3-85504-134-3.
- Einmaleins für Konsumenten. Prüfen, kaufen, reklamieren. Beobachter-Verlag, Zürich 1992, ISBN 3-85569-110-X.
- Urs Rauber im Gespräch mit Thomas Held. NZZ Libro, Zürich 2010, ISBN 978-3-03823-551-4.
- Eufemia – Indianisches Kraftwerk am Uetliberg. Xanthippe, Zürich 2012, ISBN 978-3-905795-17-2. Mit einem Vorwort von Kurt Aeschbacher.